# Fourat Soltani
Fourat Soltani (arabisch فرات السلطاني, DMG Furāt as-Sulṭānī; * 13. September 1999) ist ein tunesischer Fußballspieler. Er agiert hauptsächlich auf der Position des linken Verteidigers, er wurde aber auch schon als linker Mittelfeldspieler eingesetzt. Ab der Saison 2025/26 ist er bei ZSKA Sofia unter Vertrag.

## Karriere
Fourat Soltani begann seine Karriere in Tunesien beim fünffachen Pokalsieger AS Marsa. In der Saison 2020/21 wagte er den Sprung zum tunesischen Erstligisten US Tataouine. In seiner ersten Erstligasaison kam er 17 Mal zum Zug, und ihm gelang sein einziger Treffer für US Tataouine. In der Sommerpause der Saison 2023/24, als sein Vertrag bei US Tataouine auslief, machte er den ablösefreien Wechsel innerhalb der Liga zum tunesischen Top-Klub US Monastir. Er unterschrieb einen Zweijahresvertrag. Nach 57 Ligaspielen und ein Tor für US Monastir machte er im Sommer zum ersten Mal in seiner Karriere den Schritt ins Ausland und wechselte zum bulgarischen Top-Klub ZSKA Sofia.